# Klaipėda landskommun
Klaipėdos rajonas är en kommun i Litauen.   Den ligger i länet Klaipėda län, i den västra delen av landet, 270 km väster om huvudstaden Vilnius. Antalet invånare är 56 964. Arean är 1 336 kvadratkilometer. Klaipeda ingår inte i kommunen.
Terrängen i Klaipėdos rajonas är platt.
Följande samhällen finns i Klaipėdos rajonas:
- Priekulė